# Шао-ди Гун (Хань)
Шао-ди (кит. упр. 少帝, пиньинь Shaodi, палл. Шаоди , личное имя Лю Гун (劉恭)(? — 184 до н. э.) — третий император династии Хань. Был сыном императора Хуэй-ди и неизвестной наложницы. В его правление делами управляла его бабушка, регентша Люй-хоу.
О нём сохранилось очень мало сведений, неизвестен даже год рождения. В 188 году до н. э. скончался его отец, и он был возведён на трон. Около 184 года до н. э. он узнал, что вдовствующая императрица Чжан на самом деле не является его настоящей матерью, а рождён он от неизвестной наложницы, которая была убита, и сделал ошибку, сказав вслух, что когда вырастет — вдовствующая императрица Чжан поплатится за это. Люй-хоу, узнав об этом, приказала тайно запереть его во дворце, официально же было объявлено, что он заболел и никого не принимает. Через некоторое время она сказала высшим чиновникам, что император страдает психозом и не способен управлять страной, поэтому его следует сместить. С ней согласились, и Лю Гун был свергнут и умерщвлён, а на трон был возведён его брат.